# Тиллер, Расмус
Расмус Фоссум Тиллер (норв. Rasmus Fossum Tiller; род. 28 июля 1996, Тронхейм, Норвегия) — норвежский профессиональный шоссейный велогонщик, выступающий за команду мирового тура «Qhubeka Assos». Чемпион Норвегии в групповой гонке (2017).

## Достижения
2014
1-й  Чемпион Норвегии — Командная гонка с раздельным стартом (юниоры)
2016
1-й  Чемпион Норвегии — Командная гонка с раздельным стартом
2017
1-й  Чемпион Норвегии — Групповая гонка
3-й Гент — Вевельгем U23
3-й Чемпионат Норвегии — Групповая гонка U23
5-й Гран-при Марселя Кинта
2018
1-й — Пролог Велогонка Мира U-23
2-й Чемпионат Норвегии — Групповая гонка
5-й Тро-Бро Леон